# Nowopetriwka (rejon berdiański)
Nowopetriwka (ukr. Новопетрівка) – wieś na Ukrainie, w obwodzie zaporoskim, w rejonie berdiańskim. W 2001 liczyła 2161 mieszkańców, wśród których 1734 wskazało jako ojczysty język ukraiński, 402 rosyjski, 1 mołdawski, 16 ormiański, 1 gagauski, a 7 inny.